# Los Colls
Los Colls és una muntanya de 1.040 metres que es troba al municipi de Cabó, a la comarca de l'Alt Urgell.